# 4066 Haapavesi
4066 Haapavesi eller 1940 RG är en asteroid i huvudbältet som upptäcktes 7 september 1940 av den finske astronomen Heikki A. Alikoski vid Storheikkilä observatorium. Den har fått sitt namn efter den finska staden Haapavesi.
Asteroiden har en diameter på ungefär 4 kilometer och den tillhör asteroidgruppen Flora.